# Sân bay Nice - Côte d'Azur
Sân bay Nice - Côte d&'Azur (tiếng Pháp: Aéroport Nice Côte d'Azur, mã sân bay IATA: NCE, mã sân bay ICAO: LFMN) là một sân bay có cự ly 5,9 km về phía tây nam của thành phố Nice trong tỉnh Alpes-Maritimes thuộc vùng của Pháp. Sân bay có 2 đường băng bằng bê tông asphalt và bitumen dài 2570 và 2960 mét. Sân bay cũng phục vụ Côte d'Azur. Đây là sân bay bận rộn thứ ba ở Pháp sau sân bay quốc tế Charles de Gaulle và sân bay Orly, cả hai đều ở Paris. Sân bay Nice nằm ở đầu cuối phía tây của Promenade des Anglais, gần l'Arénas và có hai nhà ga. Do sự gần gũi với Công quốc Monaco, nó cũng là sân bay phục vụ cho Công quốc này, với dịch vụ máy bay trực thăng liên kết các thành phố và sân bay. Một số hãng hàng không quảng cáo trên thị trường Monaco như một điểm đến thông qua sân bay Nice.
Trong năm 2009, sân bay phục vụ 9.830.987 lượt hành khách, còn năm 2010, sân bay phục vụ 9.636.548 lượt hành khách.